# Ricciardo Minutolo
Ricciardo Minutolo è un personaggio letterario che appare nella VI novella della III giornata del Decamerone di Giovanni Boccaccio. È il protagonista della novella, ambientata a Napoli e raccontata da Fiammetta.
Il tema ricorrente interessa “l’ottenere una cosa desiderata da tempo”.

## Personaggi
- Ricciardo Minutolo (protagonista): uomo ricco e astuto, innamorato di Catella.

- Catella: la donna più bella di Napoli, molto gelosa del marito.

- Filipello Sighinolfi: nobiluomo marito di Catella.

## Trama
Ricciardo è innamorato della nobile Catella, la quale però nutre un forte sentimento nei confronti del proprio marito Filipello.
Un giorno le amiche della donna dicono a Ricciardo che tutti i suoi sforzi per conquistarla sarebbero stati vani perché lei è innamorata solo del marito.
Ricciardo, astutamente, escogita un piano fingendosi coinvolto in una relazione con un’altra donna.
Nel corso dell’estate, Ricciardo incontra Catella e per creare ulteriore scompiglio mente raccontandole un aneddoto per screditare la reputazione di Filipello. Infatti le fa credere che il marito abbia un nuovo amore.
Catella, non sapendo che quella di Ricciardo è una menzogna, si ingelosisce e pretende che le venga rivelata l’identità dell’amante di Filipello. Ricciardo acconsente a patto che venga mantenuta la segretezza della parola.
Ricciardo, sollecitato dalla donna, le racconta che Filippello sta facendo la corte proprio a sua moglie. Per convincere la ragazza, le mostra varie lettere scambiate tra i due amanti a loro insaputa.
Inoltre le dice che, sotto suo consiglio, la moglie e Filippello si incontreranno alle terme, in modo da mortificarlo pubblicamente e smascherare le sue bugie.
Suggerisce quindi a Catella che, per cogliere sul fatto il marito, dovrà camuffarsi assumendo così le sembianze della presunta amante di Filipello.
Il complesso piano riesce, ma dopo aver trascorso del tempo in compagnia, Catella, convinta di essere stata con Filipello, gli rimprovera il tradimento.
In realtà è tutta una bugia: alle terme, col buio della notte, non si è presentato Filippello bensì Ricciardo, che pur di avere la donna per sé è disposto a trarla in inganno. Catella rompe il silenzio rimproverando il marito di aver avuto una relazione con un’altra donna e di non aver mai prestato a lei le stesse attenzioni e lo stesso amore. Ed è qui che Ricciardo svela la sua identità e confessa alla donna il suo amore e la sua volontà di averla.
Catella inizialmente è adirata e minaccia di raccontare tutta la vicenda, ma alla fine lo perdona e se ne innamora.